# Guerra turco-montenegrina (1852-1853)
La guerra turco montenegrina (in montenegrino: Crnogorsko-turski rat (1852-1853)) fu combattuta tra l'Impero ottomano ed il Principato del Montenegro tra il novembre 1852 ed il febbraio 1853.

## Antefatti
Nel 1852 scoppiò una rivolta tra i clan nell'Erzegovina orientale contro la tassazione degli Ottomani. Il knjaz Danilo I del Montenegro, che nello stesso anno aveva rinunciato al titolo ecclesiastico di vescovo, fornì appoggio e sostegno ai ribelli. La Sublime Porta decise così di invadere il principato balcanico, non solo per far cessare gli aiuti agli insorti erzegovesi ma anche per costringere Danilo a rinunciare al titolo principesco.

## La guerra
I Turchi attaccarono il Montenegro con un esercito forte di 33 400 uomini su quattro differenti fronti. Una prima colonna, guidata da Omar Pascià e dal vizir di Scutari Osman Pascià, formato da 17 400 uomini, attaccò il principato da est lungo la linea Spuž, Martinići, Ostrog. Una seconda colonna di 7 000 uomini, proveniente da Antivari, attaccò i Montenegrini da sud. Da nord un terzo contingente, proveniente da Nikšić, si ricongiungere con la colonna di Omar Pascià nella valle di Ostrog prima dell'attacco. Una quarta colonna, proveniente da est, avrebbe dovuto aggredire le milizie montenegrine nel settore di Grahovo. 
Per contrastare l'attacco ottomano, il principe Danilo concentrò il grosso delle sue milizie sul fronte est, mentre sul fronte nord, sud ed ovest furono schierate piccole unità.
Nonostante la netta inferiorità sul campo, i Montenegrini opposero fin dall'inizio delle ostilità una strenua difesa sul fronte sud e attorno a Martinići. Ciò nonostante i Turchi annientarono le difese montenegrine sul fronte ovest e sferrarono un poderoso attacco al fronte nord, lungo la vallata del fiume Zeta. Qui, dopo una serie di aspri combattimenti, gli Ottomani attraversarono il fiume raggiungendo la sponda sinistra, tagliando così a metà le forze montenegrine del fronte nord. Lo sfondamento delle linee di difesa settentrionali isolò un manipolo di uomini al comando di Mirko Petrović-Njegoš che, inseguiti dai Turchi, si rifugiarono nel monastero di Ostrog. Nonostante la situazione disperata, gli uomini rinchiusi nel monastero riuscirono a spezzare l'assedio grazie all'intervento di una colonna montenegrina giunta in soccorso.
In seguito Omar Pascià preferì non attaccare il cuore del territorio montenegrino, mentre l'Austria, timorosa della crescente influenza russa nei Balcani, fece pressioni sulla Sublime Porta affinché sospendesse le ostilità.